# 海南料理
海南料理（かいなんりょうり）は、中華人民共和国海南省海南島の郷土料理。

## 概要
海南は、海の幸、山の幸の両方が新鮮で豊富に採れ、料理に用いられている。特に海鮮料理の人気が高い。南方系であるため、米を使用した料理も多い。
料理の種類は多く、地元の海南料理（瓊式）、広東料理や福建料理などを海南島の素材で作った料理、黎苗料理などがある。
熱帯気候のため、海南料理の味付けは、あっさりしてさっぱりするようなものが多い。食材本来の味を活かすことを追求するため、調理手順は複雑ではないが、新鮮で質の良い材料が必要となってくる。このため、海南料理は美容と健康に良いとされる。

### 海南島読本の評
1939年に日本で出版された『海南島読本』（南支調査会著・出版）では、海南料理について以下のように評している。
「広東料理の末流という外はない」「田舎料理の範囲を脱しない」としながらも「流石広東の末流」とし、「浙江、福建からの移住地であるため、それらの地方色が濃厚に加味されているように思われる」と評している。海南島独特の面目がある料理例として「アヒルの舌の吸い物」「魚の唇の煮込み物」「鳥の肝の揚げ物」に異色があるとしている。
果物は豊富であるが、台湾の果物よりは質は劣る。ヤシをはじめ在来品種は豊富にある。

## 主な料理
海南四大料理
- 文昌鶏 - 文昌市産の鶏。
- 和楽蟹 - 万寧市和楽鎮海域で獲れる蟹。
- 東山羊 - 万寧市東山嶺地区で飼育されるヤギ。
- 嘉積鴨 - 瓊海市嘉積地区産のアヒル。

その他、代表的な料理
- 椰子鶏 - 鶏肉を煮込んだココナッツジュースベースのスープ。
- 燕の巣
- 焙乳豚 - 子豚の丸焼き。
- 竹筒飯
- 苗族五色飯
- 椰子船 - ココナッツの実にもち米を入れて炊き上げたココナッツご飯。
- 山蘭酒 - 原生米から造った酒。
- 清補涼 - 豆類などのココナッツミルクがけ。
- 炒冰 - 搾りたてのフルーツジュースを急速冷却して作るシャーベット。

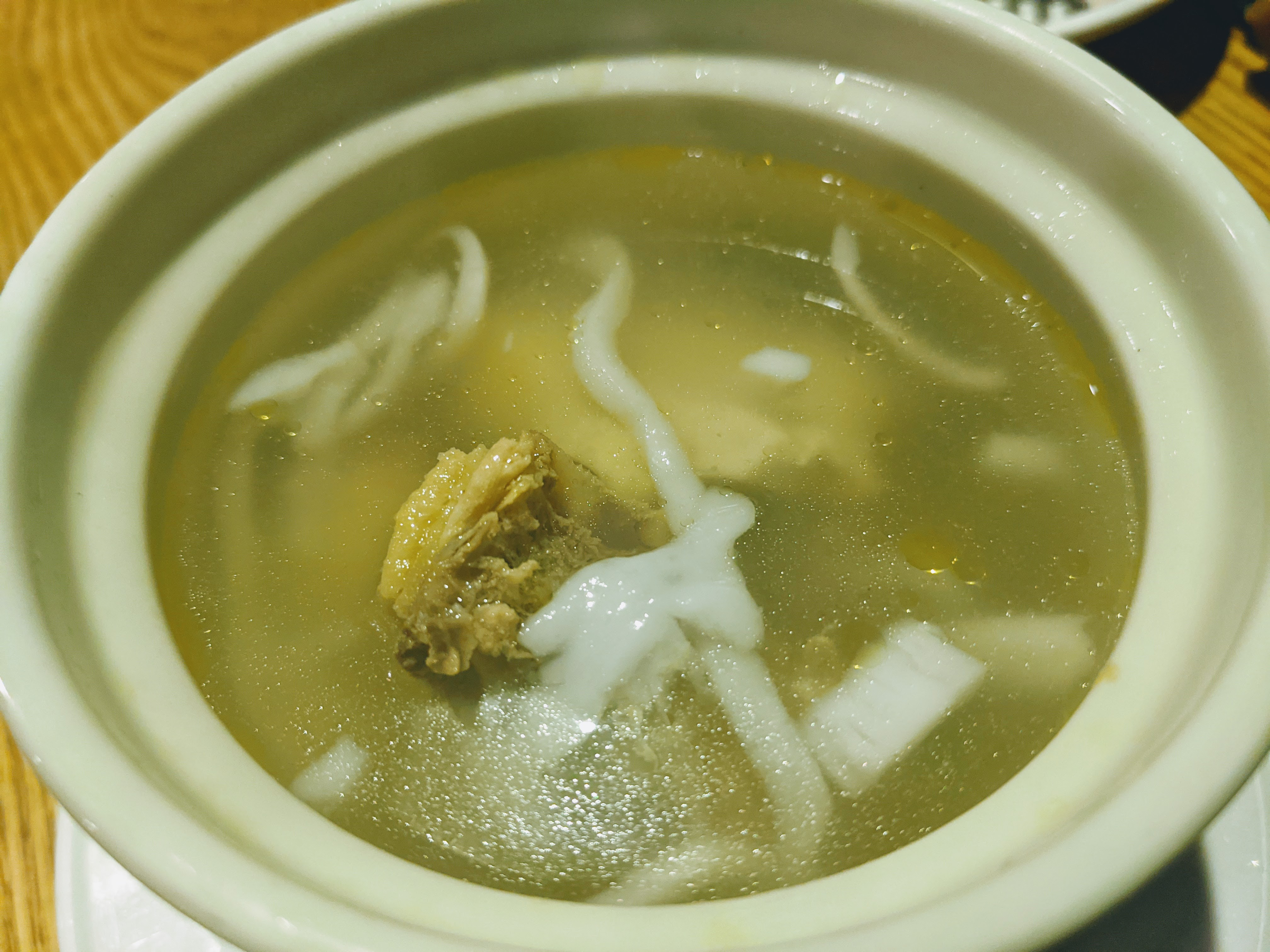
椰子鶏
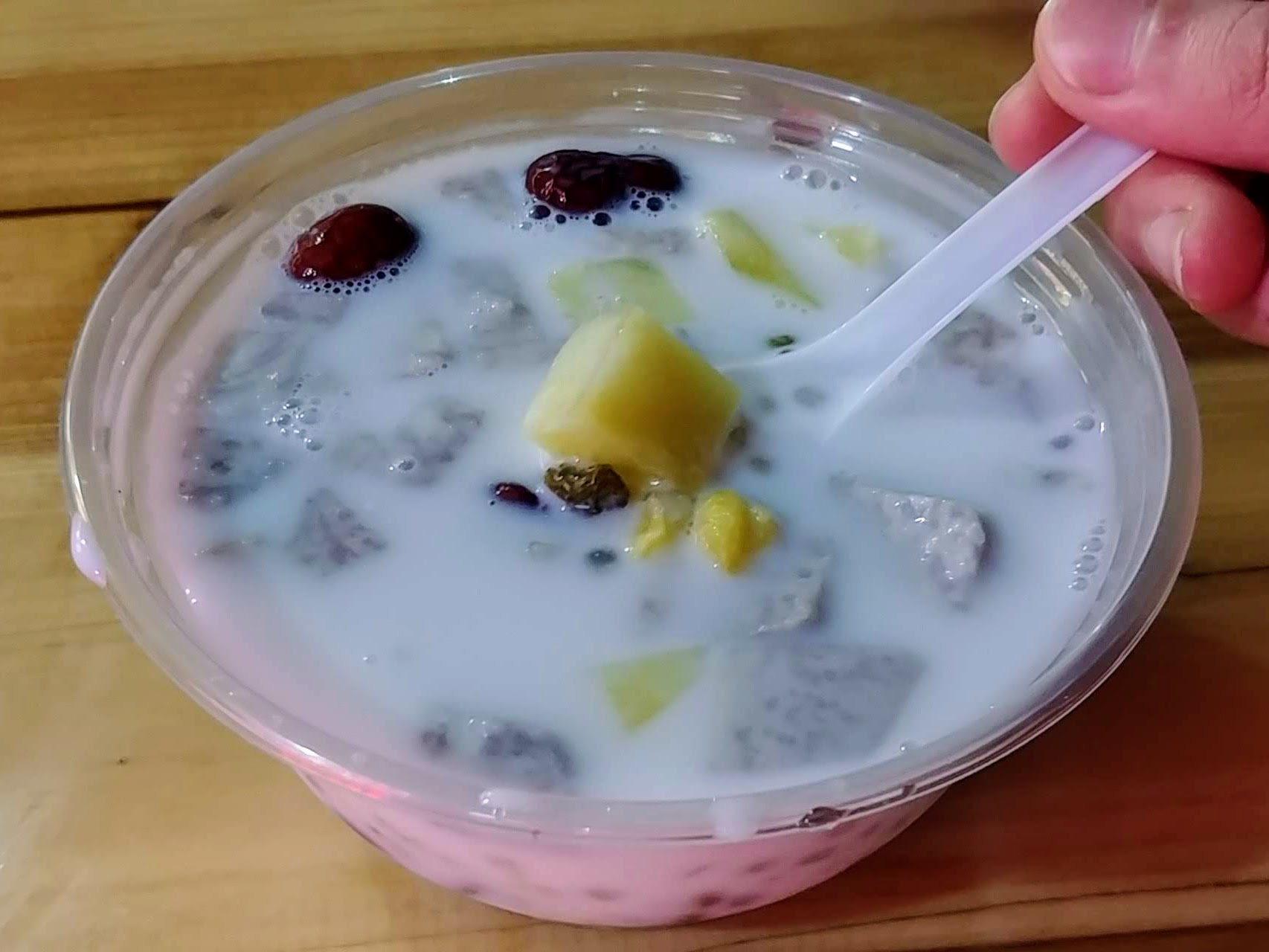
清補涼

### 酒
以下のような酒がある。
- 山蘭米を原料とした酒
- サツマイモを原料とした酒
- バナナを原料とした酒
- ヤシ酒
- 薬酒

### コーヒー

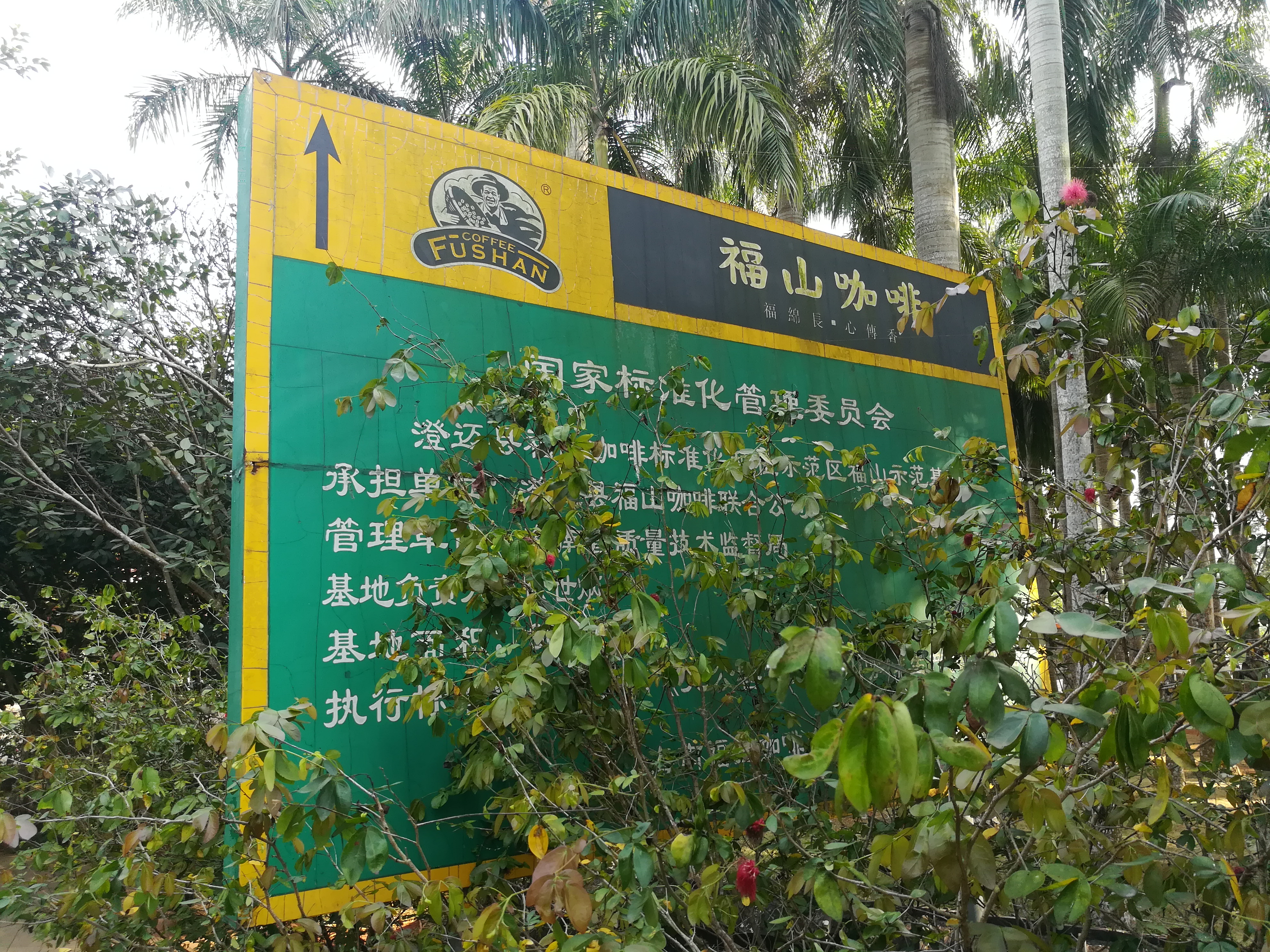
福山珈琲の看板

中華人民共和国産のコーヒーとしては雲南省のものが知られるが、近代中国でコーヒー栽培の産業化に初めて成功したのは海南島だとされる。1908年に華僑がマレーシアからコーヒーを持ち込んだとされる。
栽培種別は、大量生産に向くロブスタ種が主であり、アラビカ種、リベリカ種も少量ながら栽培されている。
- 福山珈琲（中国語版） - 海南省澄邁県のコーヒー。中国の国家地理的表示の保護対象。
- 興隆珈琲（中国語版） - 海南省万寧市興隆鎮の特産コーヒー。1954年から栽培を行っている[6]。